# كبت الخواطر السيئة
في التحليل النفسي،كبت الخواطر السيئة، هو الطاقة التي تستخدمها الأنا من أجل تقييد دوافع الليبيدو. في بعض الأحيان تكون الأنا تابعة ل الأنا العليا في هذه العملية، و لكن، في أحيان أخرى تستخدم الأنا هذه الطاقة بشكل مضاعف لمنع مشاعر الذنب و القلق التي قد تأتي من الأنا العليا، كما الدوافع الليبيدية. رأى فرويد أن وجود حالة دائمة من كبت الخواطر السيئة بمثابة شرط أساسي من أجل الوصول إلى حالة الكبت النفسي. و اعتبر أن لها دور مركزي في الوصول إلى حالة العزلة.